# جغرافيا بنين
جغرافيا بنين بنين، ضيقة، على شكل مفتاح، تقع في غرب أفريقيا. يحدها من الغرب توغو وبوركينا فاسو والنيجر في الشمال ونيجيريا إلى الشرق وخليج بنين إلى الجنوب. تبلغ مساحتها 112,622 كيلومتر مربع، تعادل تقريبا مساحة ولاية بنسلفانيا، وأكبر قليلا من مساحة بلغاريا، بنين تمتد من نهر النيجر في الشمال إلى المحيط الأطلسي في الجنوب، على مسافة 700 كم (435 ميل). تعد بنين واحة من البلدان الصغيرة في غرب أفريقيا، حوالي ثمن مساحة نيجيريا جارتها إلى الشرق. وهي مع ذلك، ضعف مساحة توغو جارتها إلى الغرب. يبلغ متوسط الارتفاع في بنين حوالي 200 متر.

## وصلات خارجية
- Soil Maps of Benin European Digital Archive on the Soil Maps of the world